# Ipomoea brassii
Ipomoea brassii är en vindeväxtart som beskrevs av Cyril Tenison White. Ipomoea brassii ingår i släktet praktvindor, och familjen vindeväxter. Inga underarter finns listade i Catalogue of Life.